# هیدیوکی اوجی
هیدیوکی اوجی (ژاپنی: 氏家 英行؛ زادهٔ ۲۳ فوریهٔ ۱۹۷۹) یک بازیکن فوتبال اهل ژاپن است.
از باشگاه‌هایی که در آن بازی کرده‌است می‌توان به باشگاه فوتبال یوکوهاما فلگلز، اشگاه فوتبال اومیا آردیجا و باشگاه فوتبال تسپاکوستاسو گونما اشاره کرد.